# Burgstall Galgenberg (Weidenberg)
Der Burgstall Galgenberg ist eine abgegangene mittelalterliche Höhenburg auf dem 478 m ü. NHN hohen „Galgenberg“ oberhalb von St. Stephan bei Weidenberg im Landkreis Bayreuth in Bayern.
Von der ehemaligen Burganlage ist nichts erhalten.